# Reykholt, Borgarbyggð
Reykholt är en liten ort i Reykholtsdalur i kommunen Borgarbyggð i västra Island. Orten är känd för att Snorre Sturlasson bodde där från 1206 och tills han på uppdrag av norske kung Håkon Håkonsson dräptes där 1241. Anledningen var att Snorre stött Skule Bårdsson under ett uppror mot kungen.
Reykholt har två kyrkor, varav den äldre uppfördes 1886–87. I Reykholt finns Snorrastofa, som är ett centrum för forskning inom medeltidsstudier. På gården framför ortens skolbyggnad från 1931 och ritad av Guðjón Samúelsson, står en staty över Snorri Sturluson, som skapats av Gustav Vigeland. Den avtäcktes i juli 1947 under ett mycket välbesökt invigningsevenemang.
Vid Reykholt finns Islands mest kraftfulla varmvattenskälla, känd under namnet Deildartunguhver, som ger ifrån sig över 200 liter 100-gradigt vatten i sekunden. Detta utnyttjas för uppvärmning av omkringliggande samhällen som Akranes och Borgarnes, och också för att hålla ett stort antal växthus för grönsaksodling.
Omkring 20 kilometer från Reykholt ligger vattenfallen Hraunfossar. Omkring 35 kilometer därifrån ligger grottorna Surtshellir i lavafältet Hallmundarhraun.

## Bildgalleri

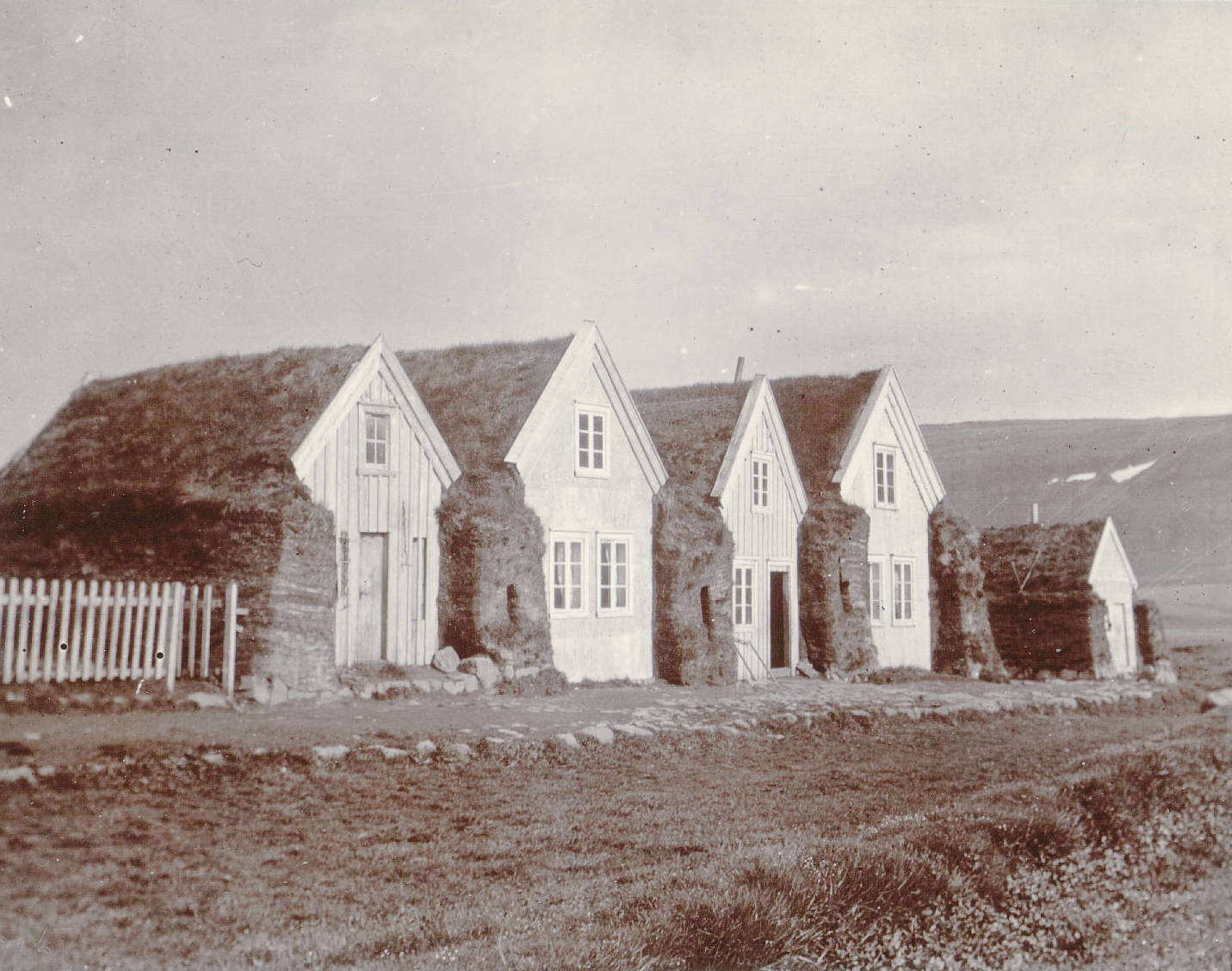
Reykholt omkring 1900
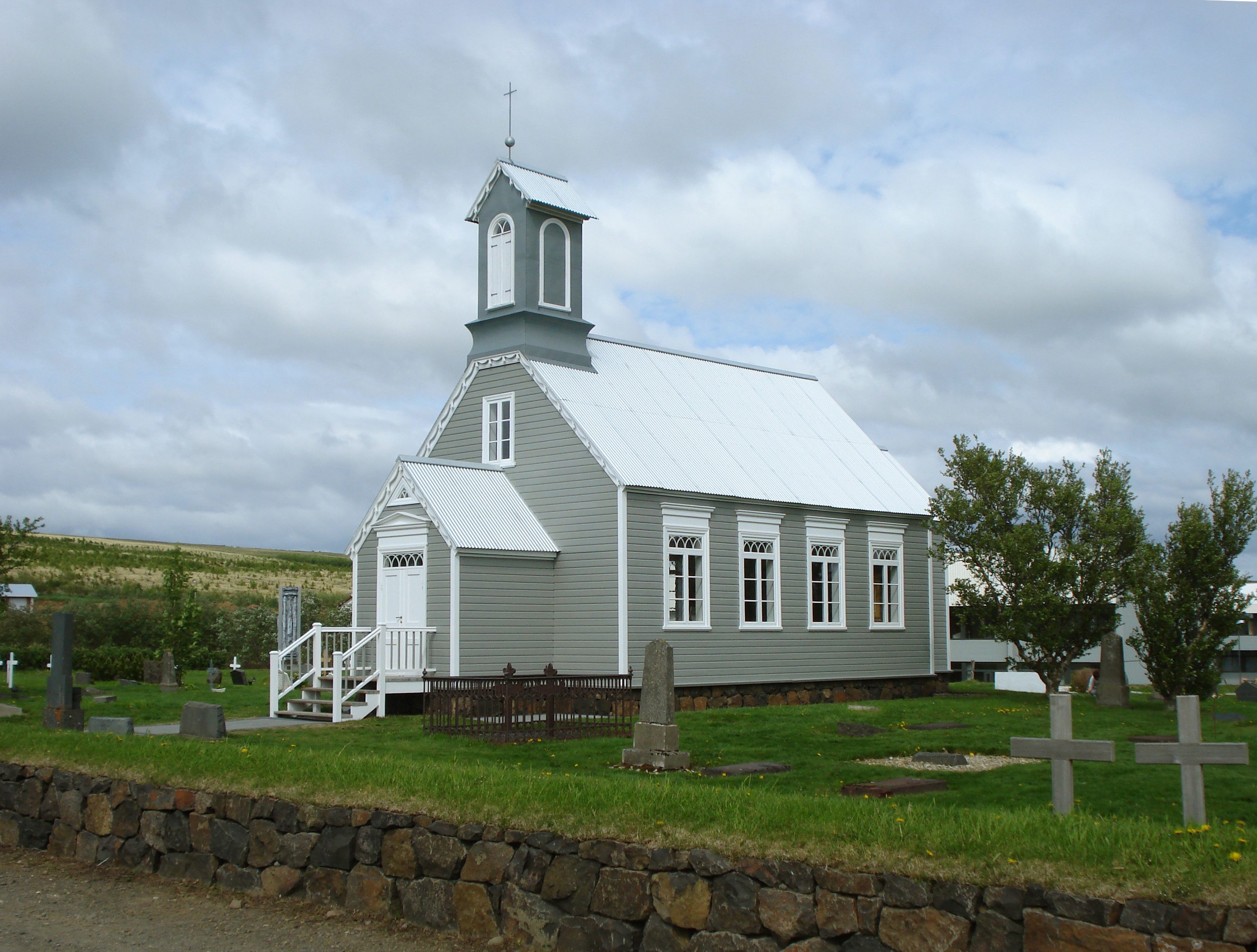
Den gamla kyrkan
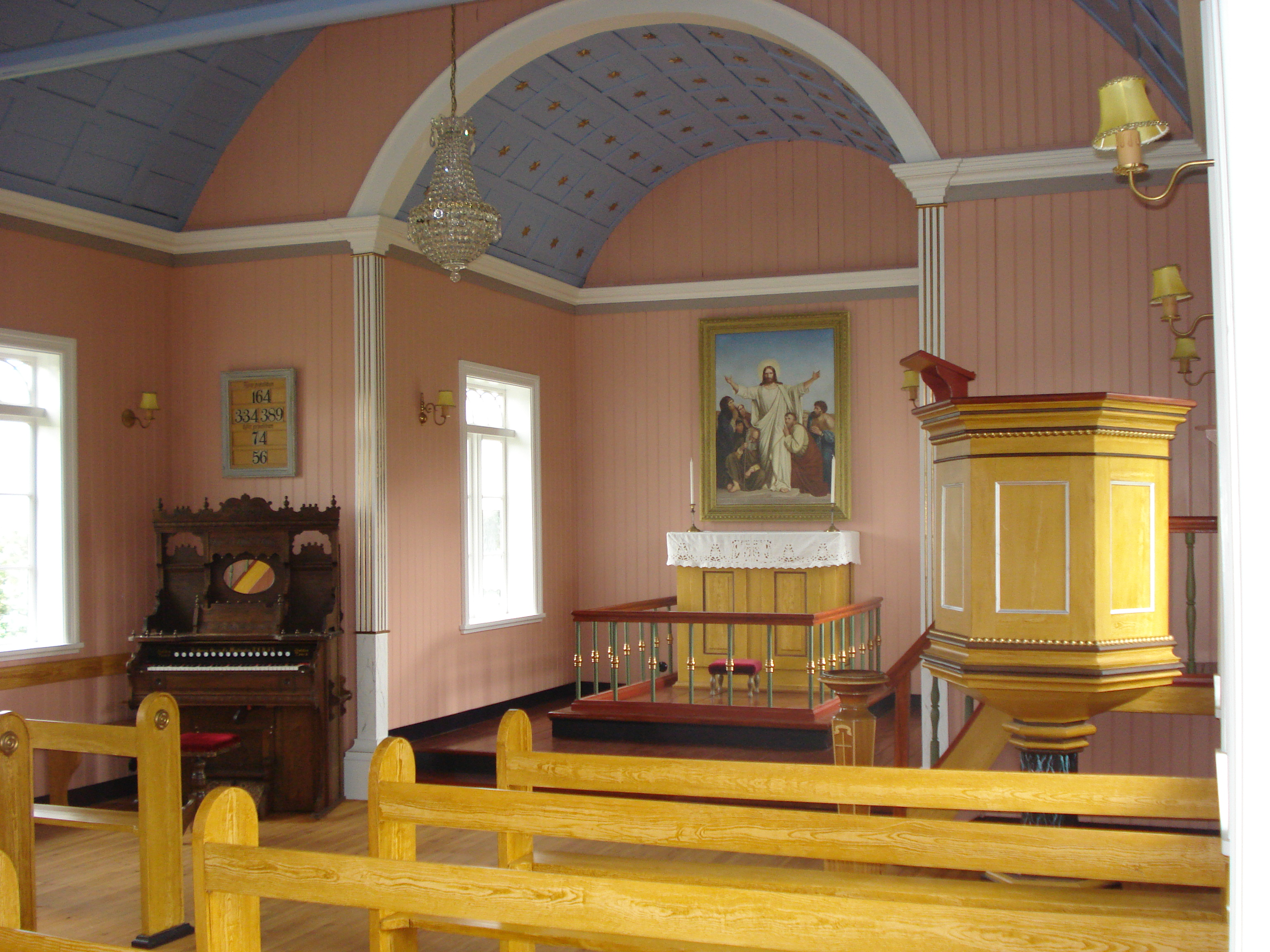
Interiör från den gamla kyrkan
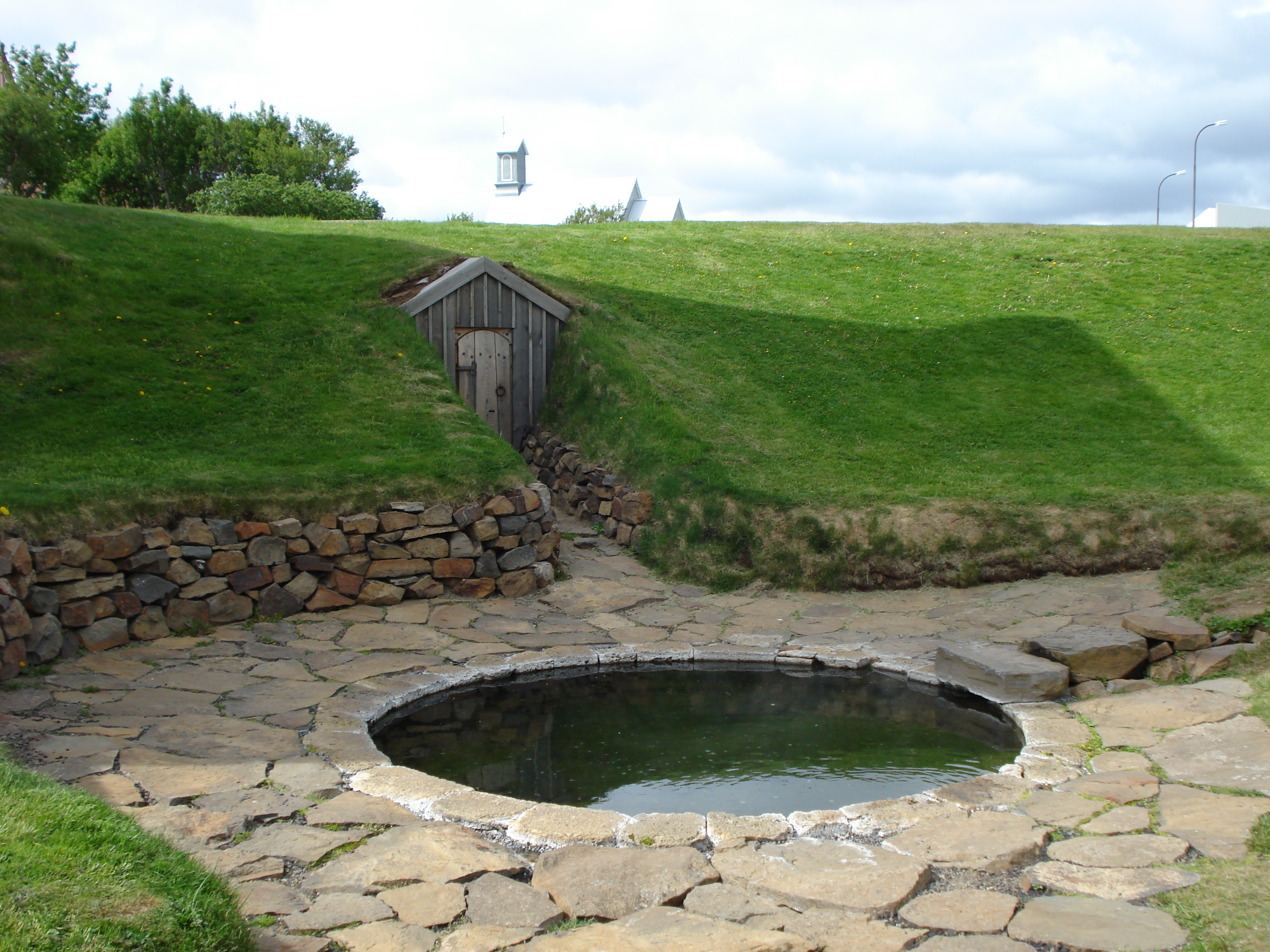
Snorralaug, Snorris bad
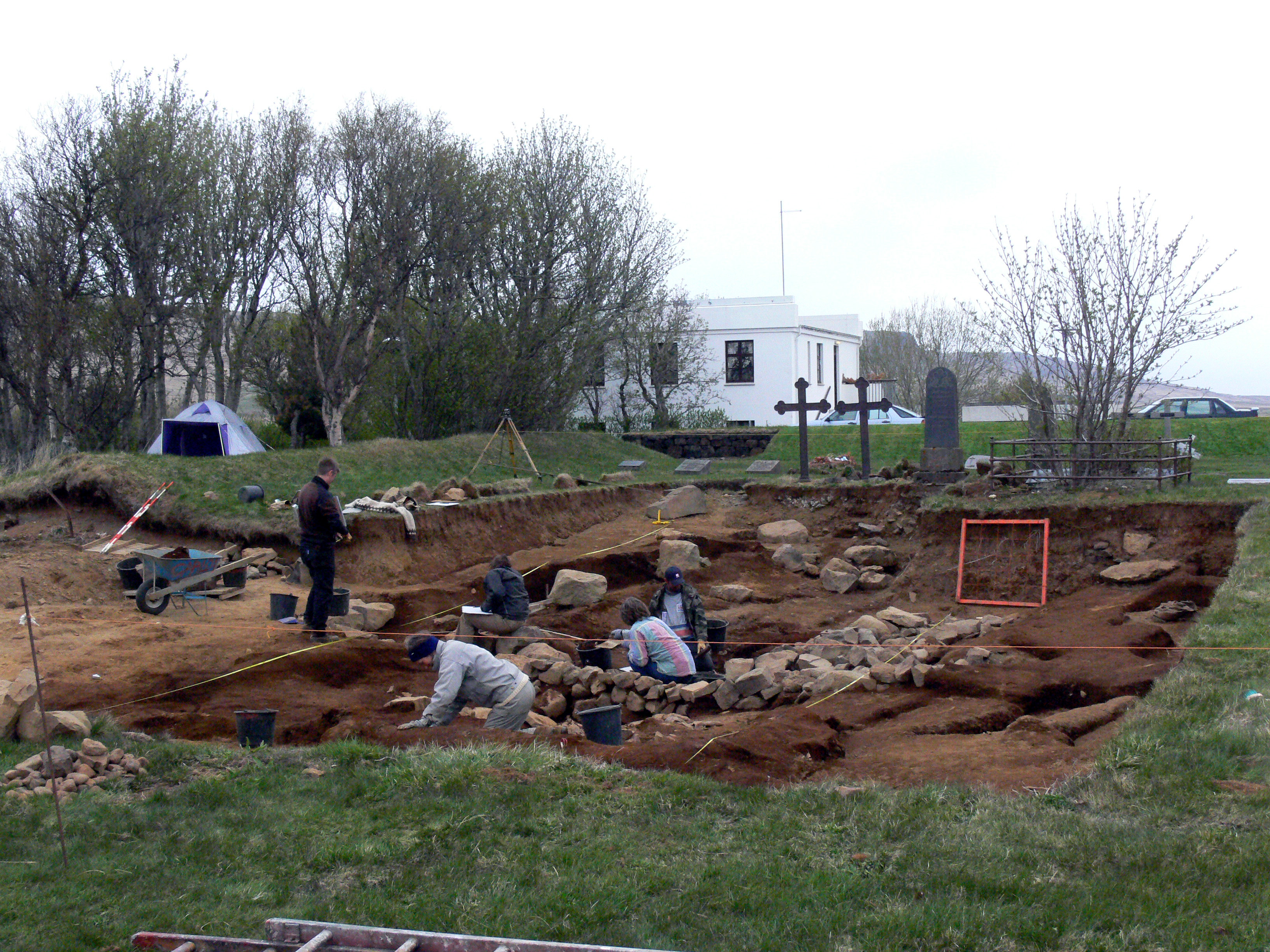
Utgrävningar på kyrkogården, 2006
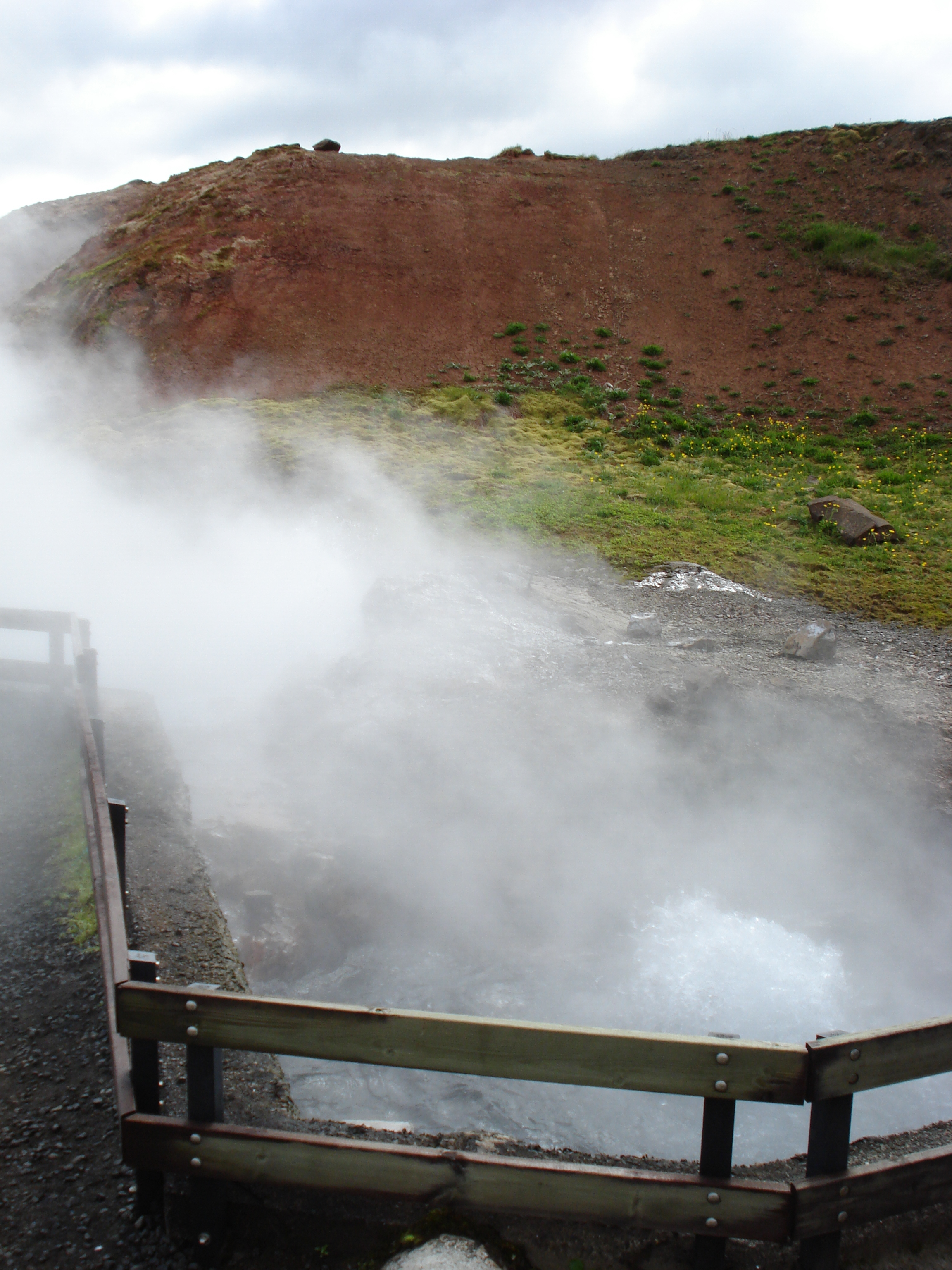
Deildartunguhver
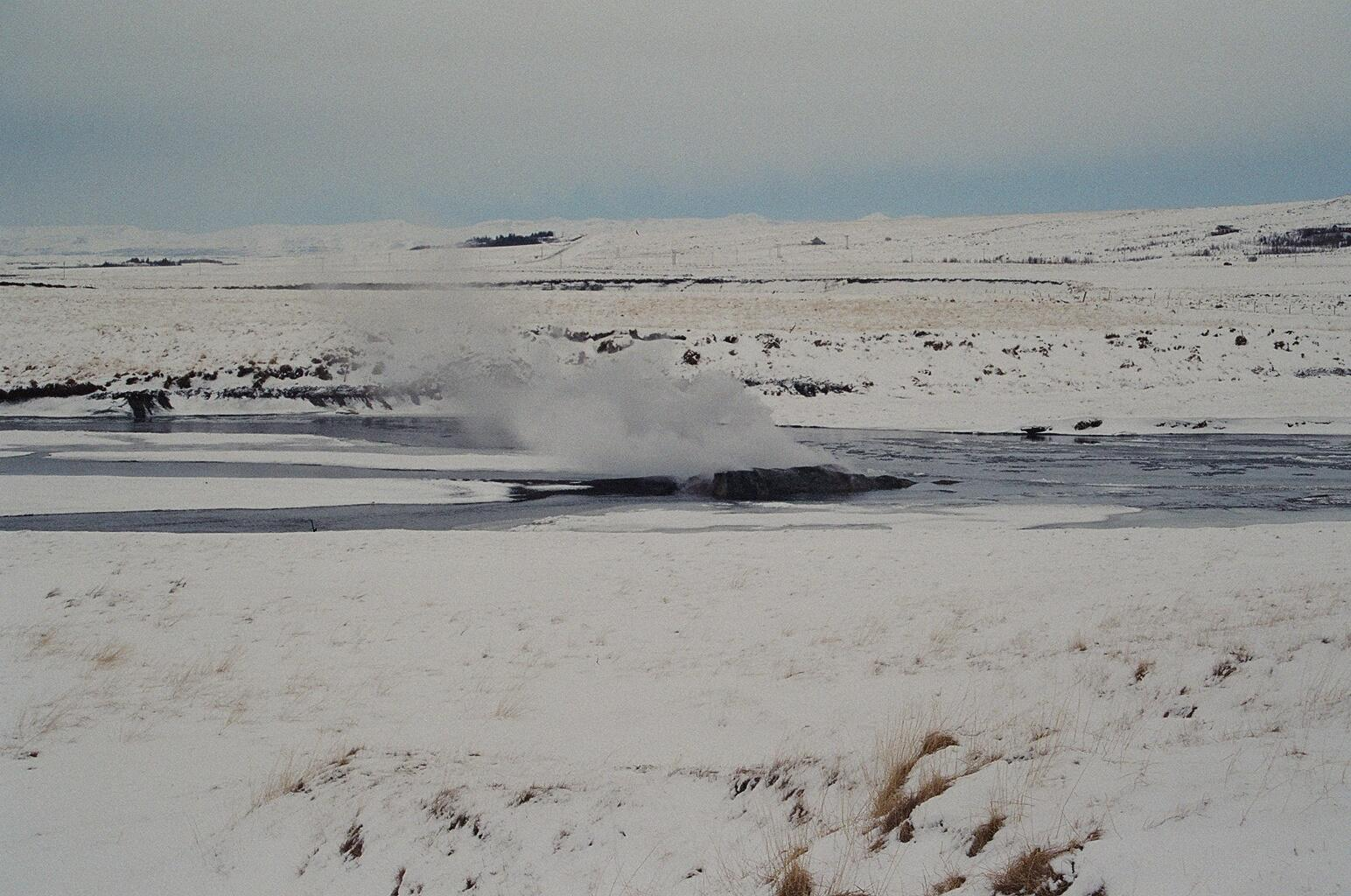
Árhver
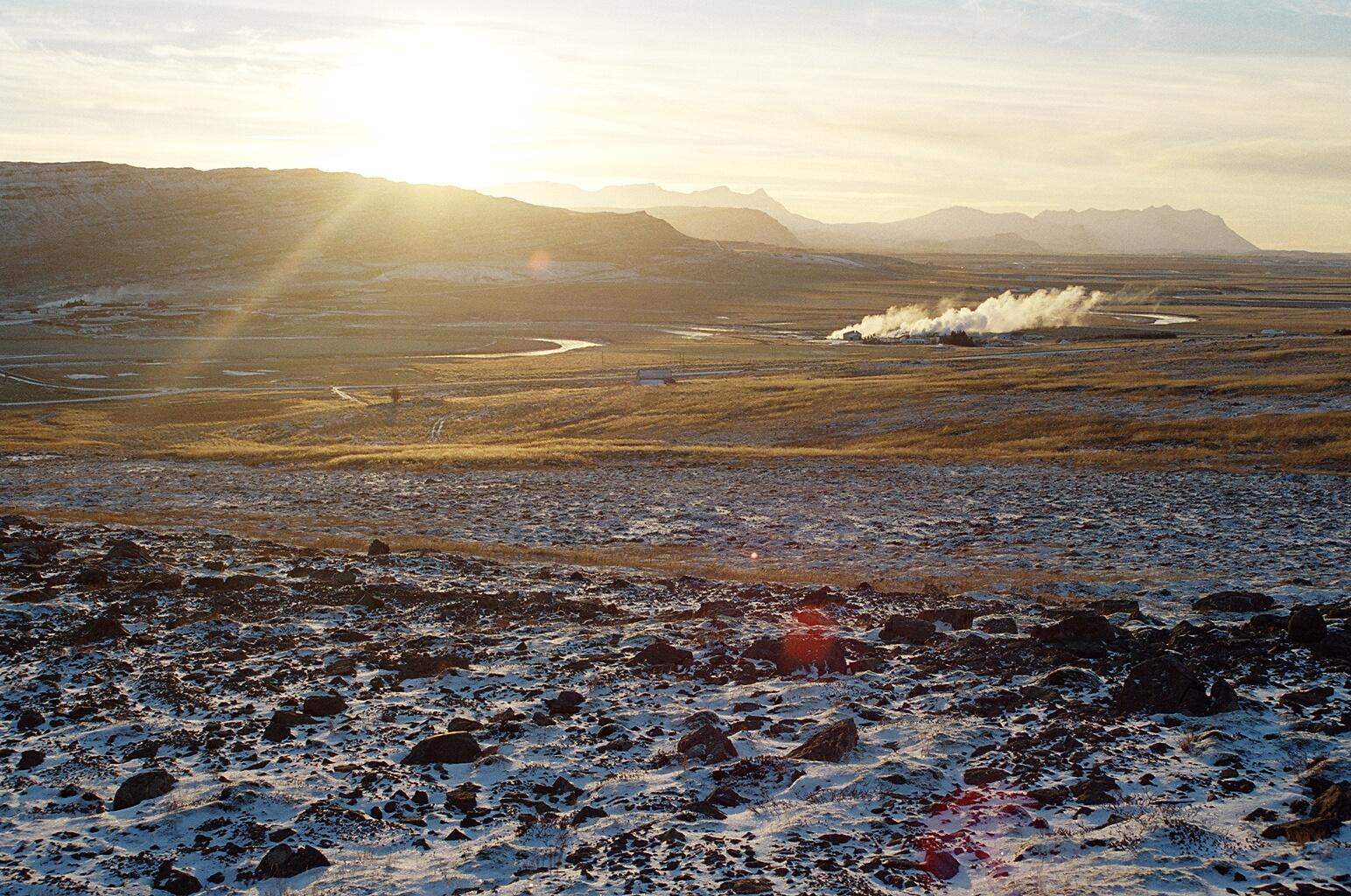
Deildartunguhver
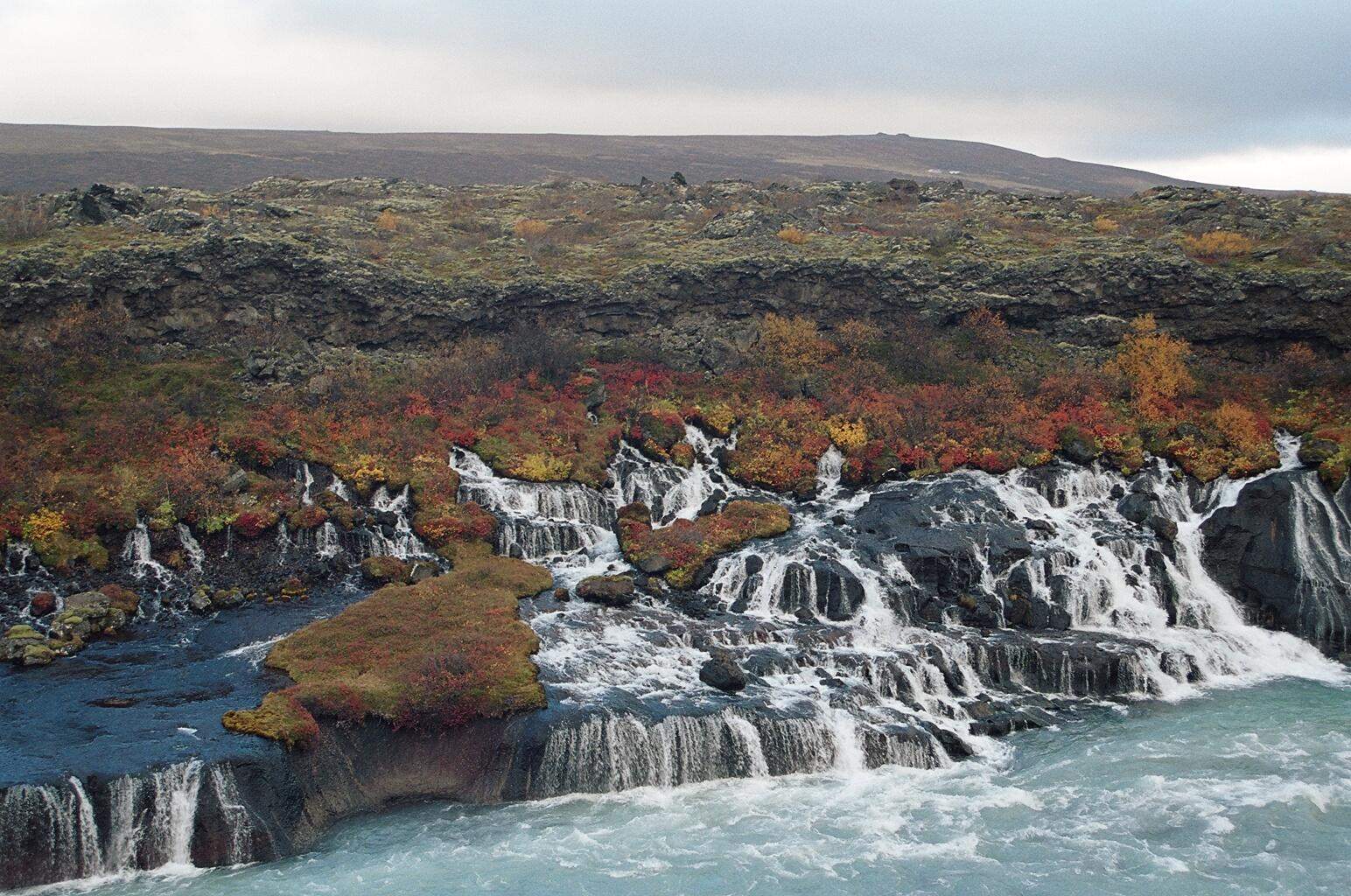
Hraunfossar